# Maribel Abello
Maribel Abello (Barranquilla, 30 de noviembre de 1963) es una actriz, escritora de teatro, cine y televisión colombiana, por su participación en importantes producciones de televisión en Colombia como Brillo (1986), En cuerpo ajeno (1992), La sombra del deseo (1996) y La costeña y el cachaco (2003). También hizo parte del elenco de la película El ángel del acordeón en 2008, dirigida por María Camila Lizarazo.

## Carrera

### Inicios
En su juventud se trasladó desde su natal Barranquilla hacia Bogotá para iniciar estudios de Comunicación Social y Periodismo en la Universidad Javeriana. Más tarde se trasladó a Florencia, Italia, donde cursó teatro. Tras su regreso a Colombia, participó en la famosa comedia Don Chinche y enseguida hizo su primer protagónico junto al reconocido actor y director Pepe Sánchez en Brillo, el cuento del domingo, escrito por el brasilero Manoel Carlos. Desde sus inicios fue reconocida por su fuerza interpretativa "natural" y contundente. 
Ha trabajado con destacados directores de cine y televisión, entre ellos Pepe Sánchez, Sergio Cabrera, Carlos Duplat, Luis Alberto Restrepo, Rodrigo Triana y Juan Carlos Villamizar, entre otros. Estudió teatro con los maestros Miguel Torres, Ruben Di Pietro y Pavel Nowicki. Participó en montajes como Bodas de sangre (Teatro El Local - Primer Festival Iberoamericano de Teatro), La importancia de llamarse Ernesto (Teatro TPB), Drácula (Teatro Camarín del Carmen) o la comedia montada por el Teatro Nacional, Préstame tu marido, dirigida por Alejandro Gonzalez. 
En 1989, otra vez con la programadora RTI, integró el reparto de la serie de televisión dirigida por Aurelio Valcarcel LP Loca Pasión, producción de RTI donde compartió elenco con Carlos Vives y Marcela Agudelo.

### Reconocimiento
En 1991 interpretó a Sara Kopell de Umaña en el drama Cuando quiero llorar no lloro, más conocido como Los Victorinos, producción que fue muy popular en el país cafetero y que impulsó la carrera del joven actor Ramiro Meneses. Un año más tarde integró el elenco de otra popular telenovela, En cuerpo ajeno, interpretando a Abigaíl Domínguez junto a reconocidos actores como Amparo Grisales y Danilo Santos. Ese mismo año protagonizó la popular serie Fronteras del regreso con Colombiana de Television, a la vez que representaba a Abigail, el ama de llaves del señor Donoso.   
Sus últimas apariciones en televisión en la década de 1990 se dieron en las telenovelas La sombra del deseo (1996) y ¿Por qué diablos? (1999-2000). En 1996 la actriz renunció a su papel de Laura en la telenovela La sombra del deseo por diferencias con la programadora Caracol Televisión. 
Una de sus primeras apariciones como actriz en la década de 2000 ocurrió en la telenovela Todos quieren con Marilyn, interpretando el papel de María Elvira de Franco. Entre 2003 y 2004 se le pudo ver en la telenovela La costeña y el cachaco, en el papel de Laura de Arango. En 2004 participó en el corto La cita y cuatro años más tarde interpretó a Rosario en la película El ángel del acordeón, ópera prima de la directora colombiana María Camila Lizarazo. La actriz siguió activa en la televisión, haciendo parte del elenco de producciones como La saga: Negocio de familia (2004), Nuevo rico, nuevo pobre (2007), Oye Bonita (2008-2009) y Tierra de cantores (2010).
Ha desarrollado su faceta de jurado y presentadora de realities en Protagonistas de Novela (RCN) y El Premio Gordo (Caracol).  Entre los años 2005 y 2006 viajó como periodista cultural por todo el país con Caracol Noticias presentando en pequeños documentales la tradición, música, baile y alegría de las fiestas más populares de Colombia. En 2012 recibió el premio del II Festival Internacional de Artes Escénicas del Gran Caribe en el teatro Adolfo Mejía de Cartagena, como reconocimiento a su trayectoria y aporte a la cultura colombiana como actriz, periodista, gestora cultural y realizadora de televisión.

### Actualidad
La actriz se radicó en los Estados Unidos en 2013 para dedicarse a la crianza de su hijo y a su nueva faceta como escritora.

## Filmografía
- 2011 - Casos clasificados
- 2010 - Tierra de cantores
- 2008-2010 - Oye Bonita
- 2008 - El ángel del acordeón
- 2007-2008 Nuevo rico, nuevo pobre
- 2006 - El Premio Gordo
- 2005-2006 - La Abello de Fiesta
- 2005 - La gente honrada
- 2004-2005 - La saga, negocio de familia
- 2004 - La cita
- 2004-2005 - Todos quieren con Marilyn
- 2003 - Protagonistas de Novela
- 2003-2004- La costeña y el cachaco
- 2001-2002 - Historias secretas del Caribe
- 1999-2000 - ¿Por qué diablos?
- 1995-1996 - La sombra del deseo
- 1995 -  Santa María del Olvido
- 1995 - Sida, cadena mortal
- 1994 - Camino a la Esperanza
- 1994 - Café con aroma de mujer. (Jueza del caso Sebastián Vallejo)
- 1993 - Fronteras del Regreso
- 1992-1993 - En cuerpo ajeno
- 1992 - De Regreso a Chinasky
- 1991 - Cuando quiero llorar no lloro
- 1990 - Imagínate
- 1989 - LP loca pasión
- 1987 - Corralejas
- 1987 - Camino a la Esperanza
- 1987 - Brillo
- 1985 - Don Chinche

## Obras
Maribel Abello publica sus libros bajo el nombre de Maribel Abello Banfi.
- Hasta ahora te creo (2020) ISBN 9789585549395
- La belleza de la locura (2024), en coautoría con Catalina Gallo ISBN 9786287539624